# Château de L'Échelle
Ne doit pas être confondu avec le château de l'Échelle en Haute-Savoie.
Le château de L'Échelle est un château situé sur la commune de L'Échelle, dans le département français des Ardennes en France.

## Historique
Un premier château, probablement fondé au XIIIe siècle, est limitrophe du domaine des Potées, possessions du chapitre de Reims.
Au XVe siècle, une bande d'Armagnacs s'y installe et sévit dans la contrée.
Antoine de La Marche des Contes, gouverneur de Sedan de 1599 à 1640, devient seigneur de L'Échelle par son mariage avec Anne de Maucourt en 1594. Il  transforme le château de l’Échelle pour lui donner son allure actuelle. L'échauguette carrée, en l'angle Nord-Ouest, date de cette époque. Antoine de La Marche des Contes meurt en septembre 1640, dans sa 74e année.
Le 28 septembre 1642, au levé du jour, les troupes espagnoles pillent le village et attaquent le château. Les murs du château gardent les traces de boulets.
En 1730, le château de l’Échelle est acquis par le chapitre de Reims qui adapte les bâtiments pour en faire une exploitation agricole.
Il est vendu à la Révolution comme bien national à Simon Pottier, chapelier de L’Échelle, qui en rétrocède ensuite une bonne partie à la commune. Celle-ci y installe la mairie, l'école puis le logement de l'instituteur.
L'édifice est inscrit au titre des monuments historiques en 1926. Le château est aujourd'hui entièrement propriété de la municipalité.
Une partie des bâtiments d'habitation  de l'aile nord a été aménagée en un musée de l’École d'hier, pour les nostalgiques de la communale (l'école primaire des années 1900 aux années 1960), avec les encriers, les plumes sergent-major (qui précédèrent les stylos-billes), les ardoises, etc.

## Description architecturale
Le château est au cœur du village, de forme quadrangulaire, ouvert au sud, enserrant une cour de dimension réduite.

### Aile est
Une terrasse, construite sur les anciennes douves (et qui constitue aujourd'hui l'accès principal au château), fait face à l'aile est du château formée d'une large travée entre deux grosses tours.
- Les tours sud-est et nord-est sont circulaires, avec un nombre réduit d'ouvertures et des canonnières au niveau supérieur.
- Entre les deux tours, la travée comporte des éléments du XVIIe siècle, dont une large bretèche en façade, ornée du blason gravé de la ville, au-dessus d'un portail qui s'ouvre sur la cour intérieure où il est surmonté d'un escalier semi-circulaire donnant accès à l'étage où avait été logé l'instituteur de l'ancienne école.

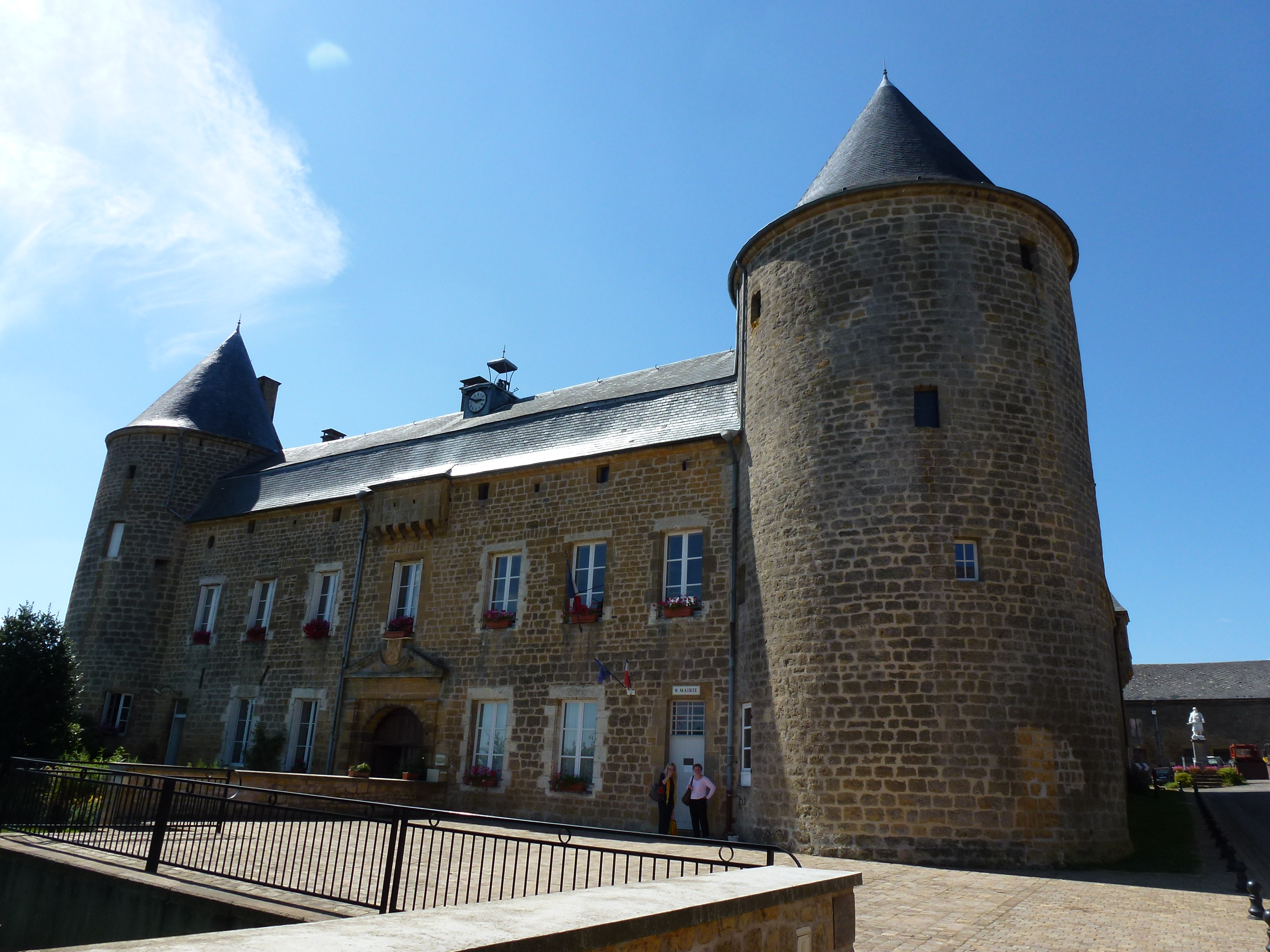
Vue générale de l'aile est et de la terrasse.
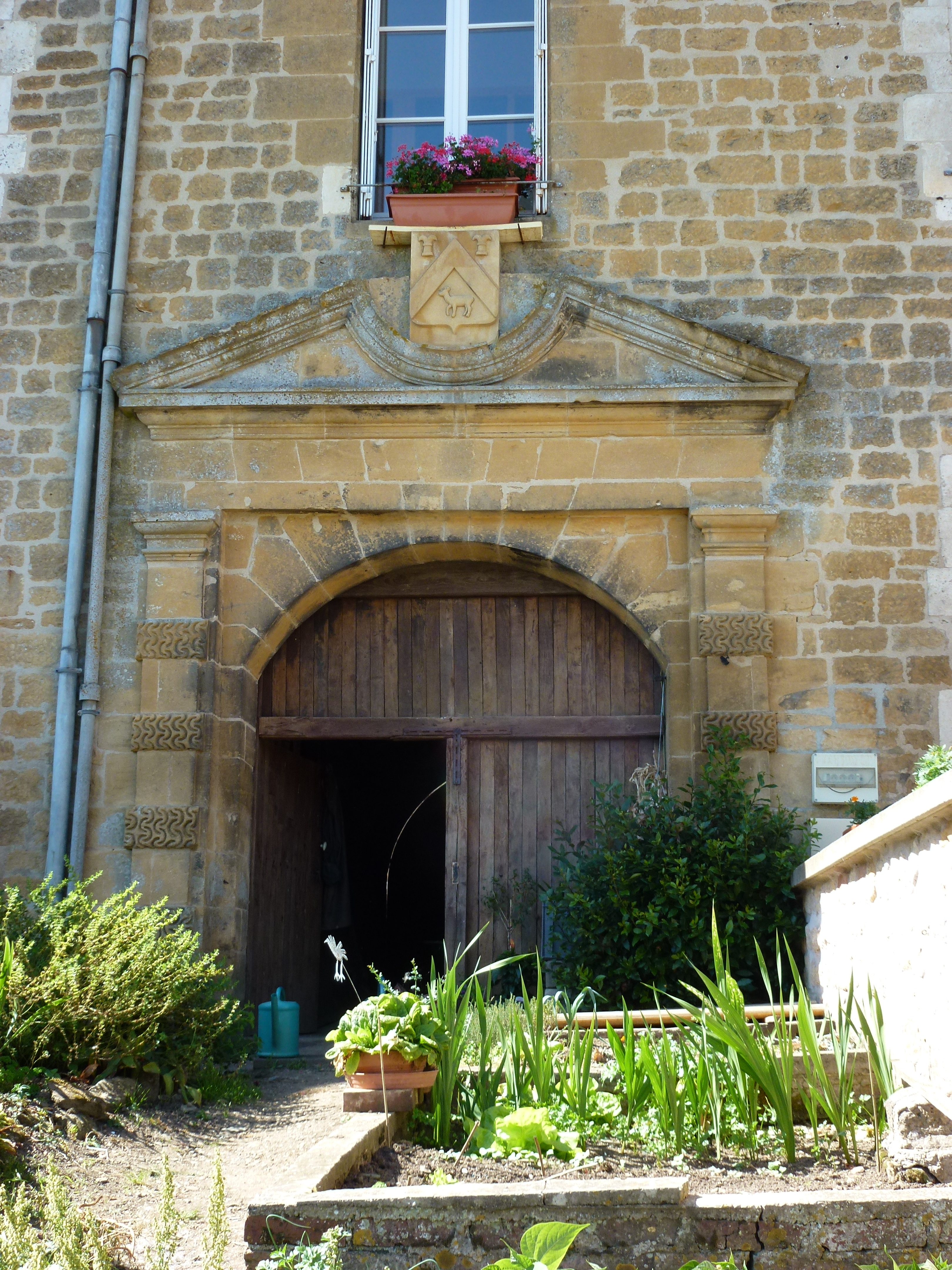
La bretèche en façade, entre la tour sud-est et la terrasse, au-dessus du portail vers la cour intérieure.
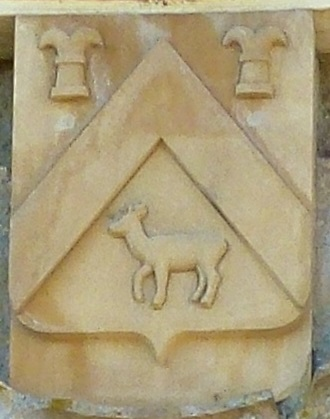
Détail du blason gravé sur la bretèche.
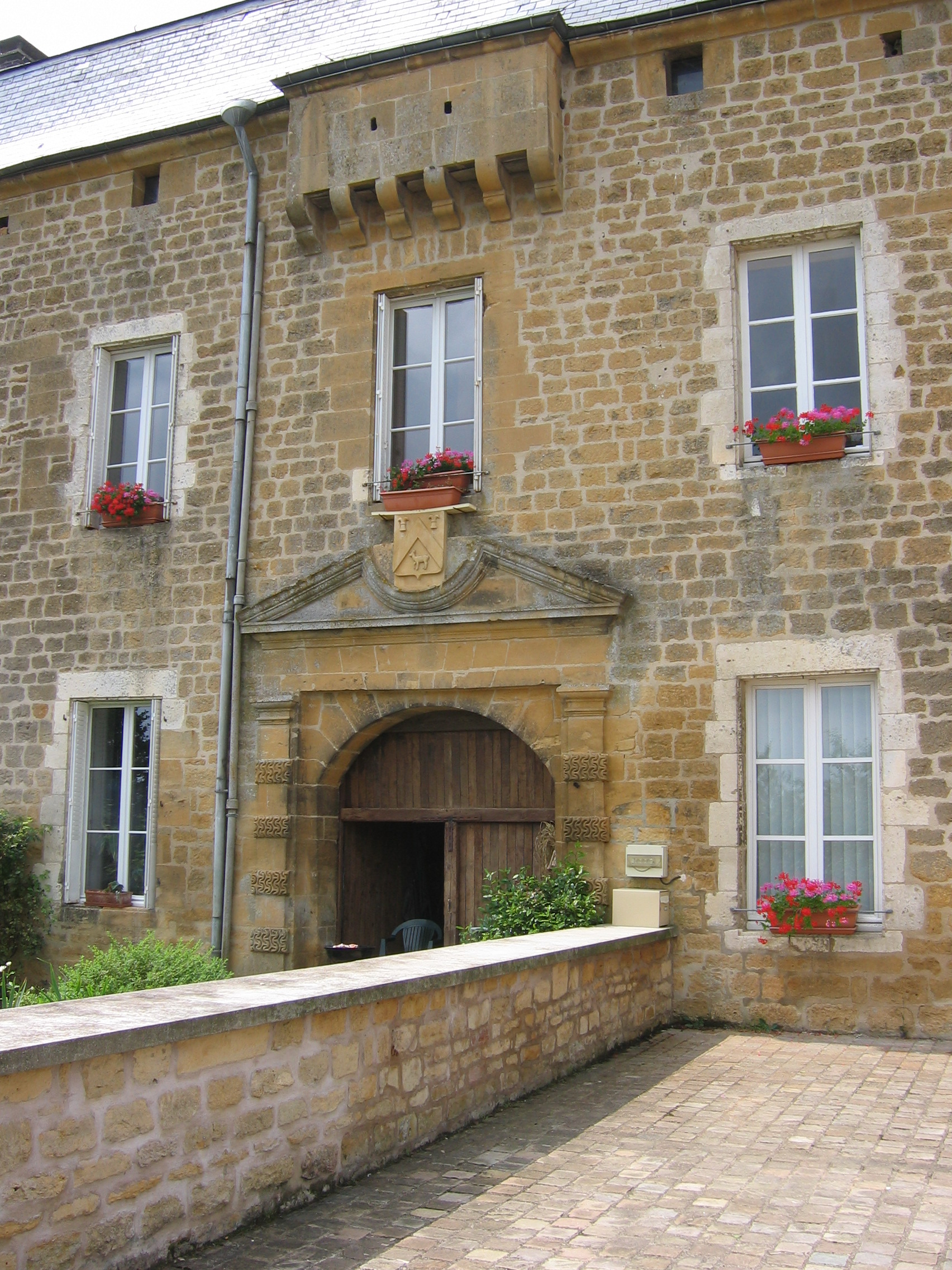
Autre vue de la bretèche depuis l'angle de la terrasse.
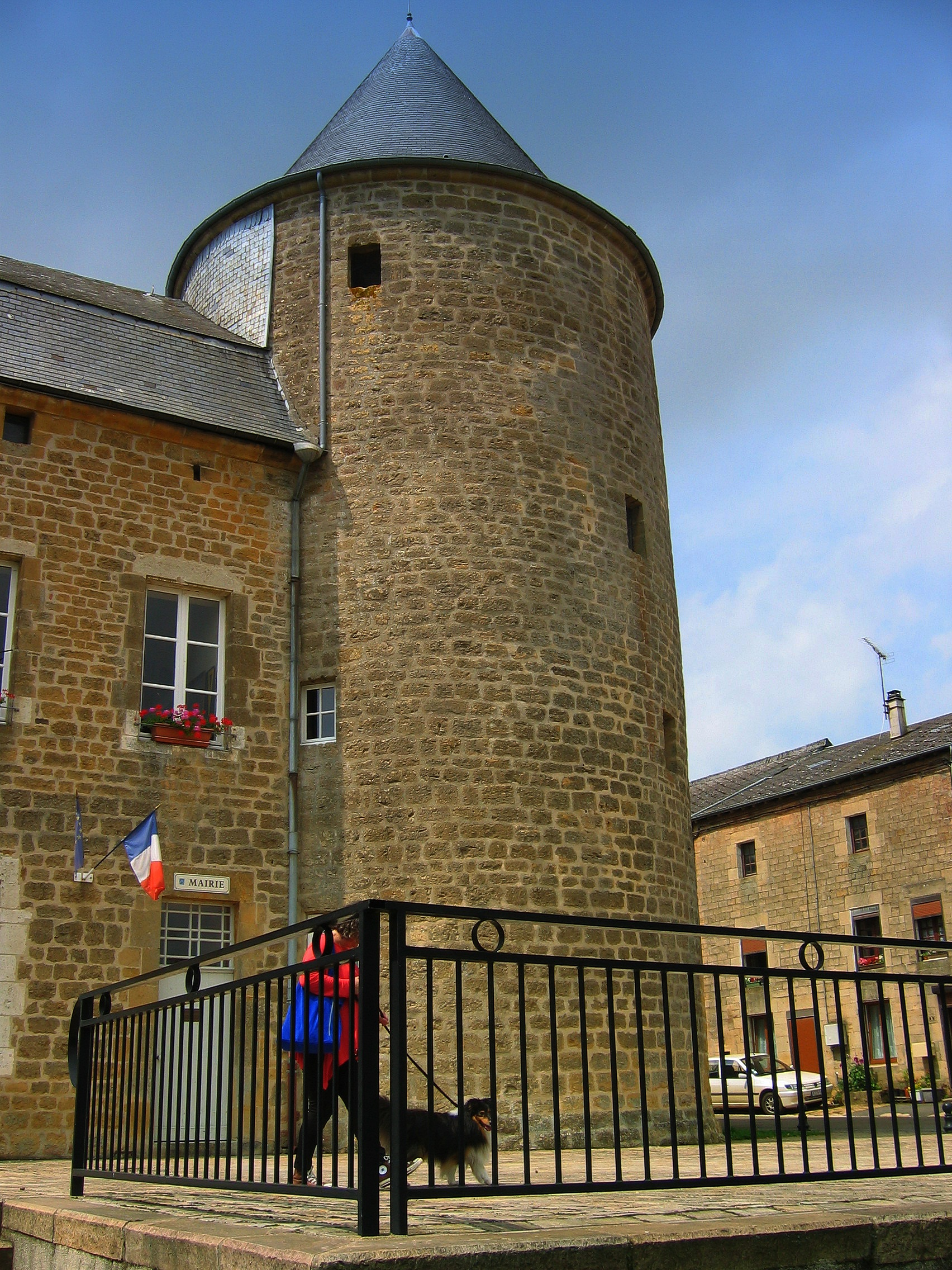
La tour nord-est vue de la terrasse.
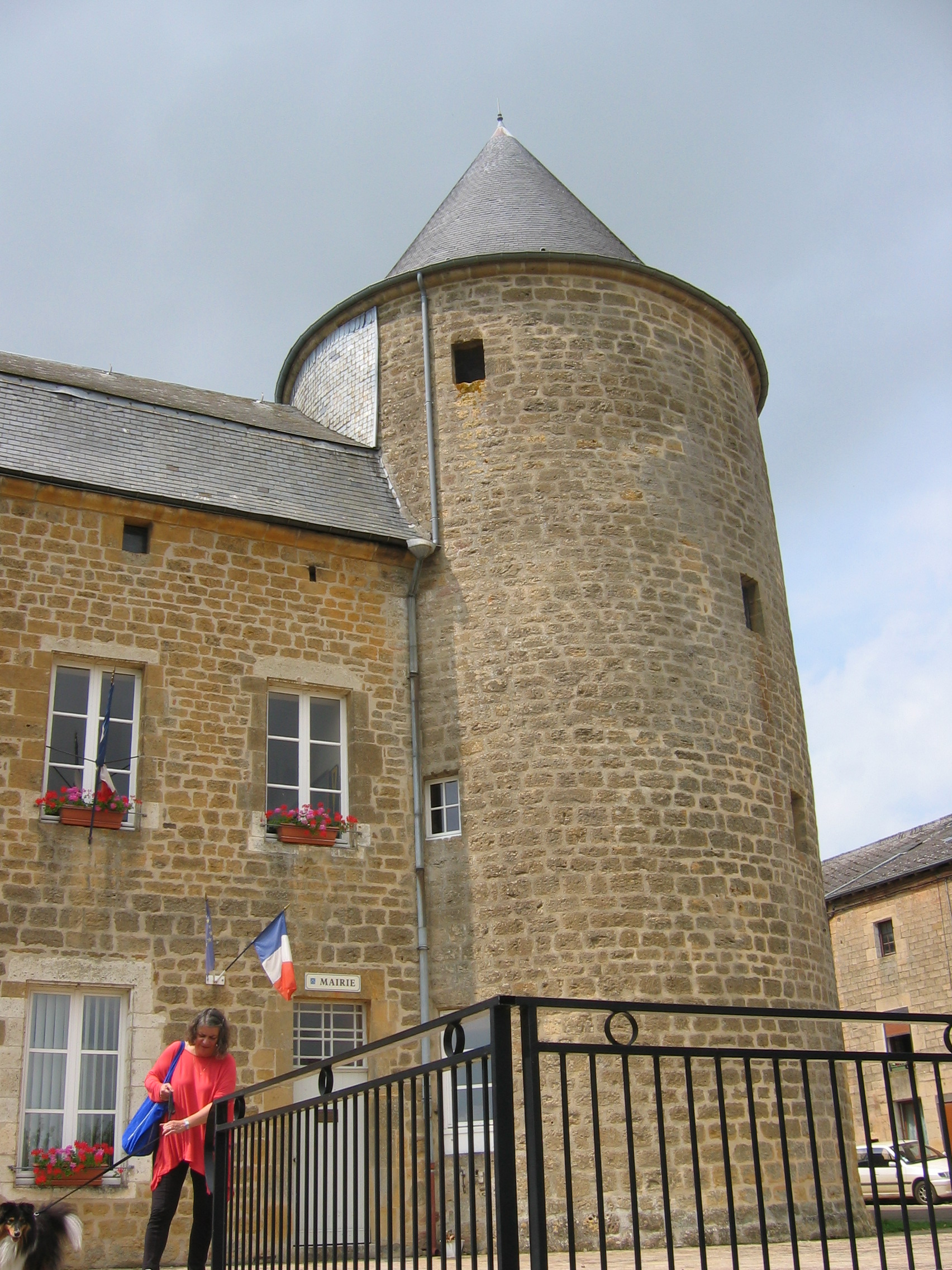
La tour nord-est, sous un angle légèrement différent.
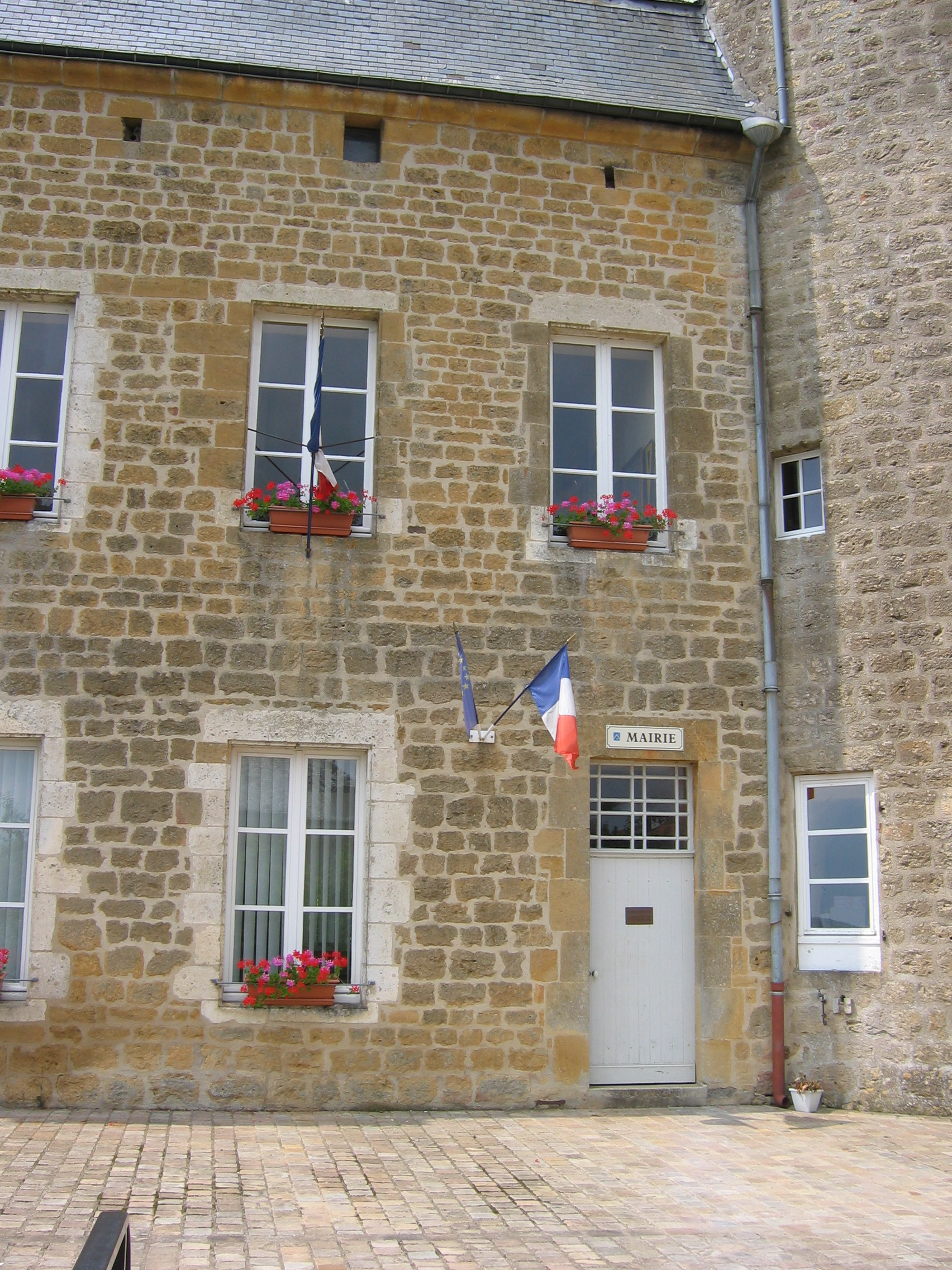
L'entrée de la mairie sur la terrasse, à côté de la tour nord-est.
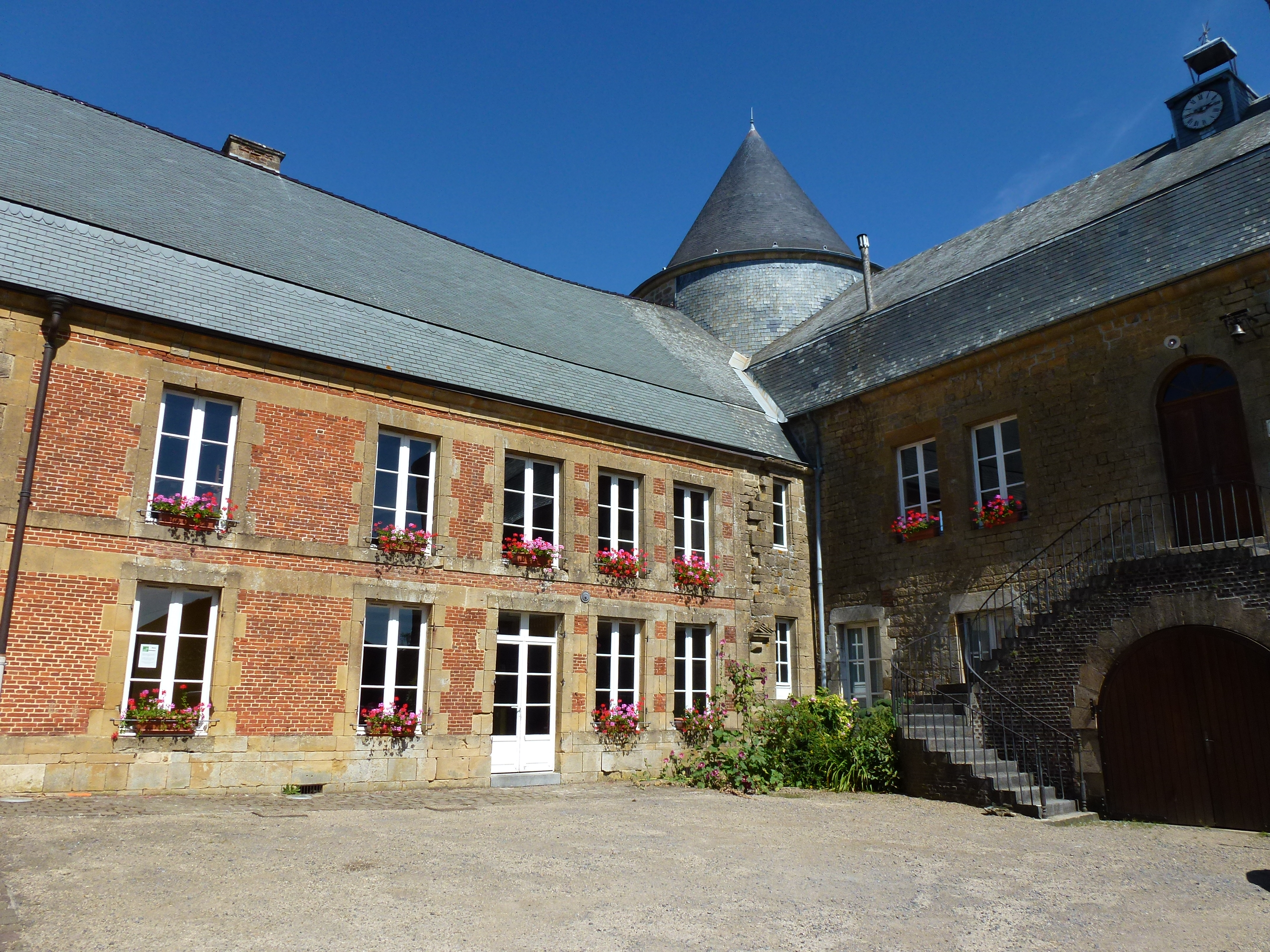
Un angle de la cour intérieure, avec à droite le portail de la bretèche et l'escalier, en arrière-plan la pointe de la tour nord-est, et à gauche le bâtiment du musée de l'ancienne école adossé à la muraille nord.

### Ailes nord et ouest
Les hautes murailles des ailes nord et ouest sont pratiquement aveugles.
- Le bâtiment nord a été converti en habitation au XIXe siècle et habillé à cette époque d'une façade de briques et de pierres, puis cédé à la municipalité pour y installer l'ancienne école communale, aujourd'hui un musée.
- L'échauguette carrée de l'angle nord-ouest porte un cartouche daté de 1604. Son nom de "Tour aux Boulets" ou de "Tour des massacres" rappellent la destruction du village, le massacre des habitants et l'assaut du château en 1642 par les troupes espagnoles.
- Le bâtiment situé à l'ouest est devenu une vaste grange, il est traversé par un passage charretier, sous un portail classique à linteau droit.

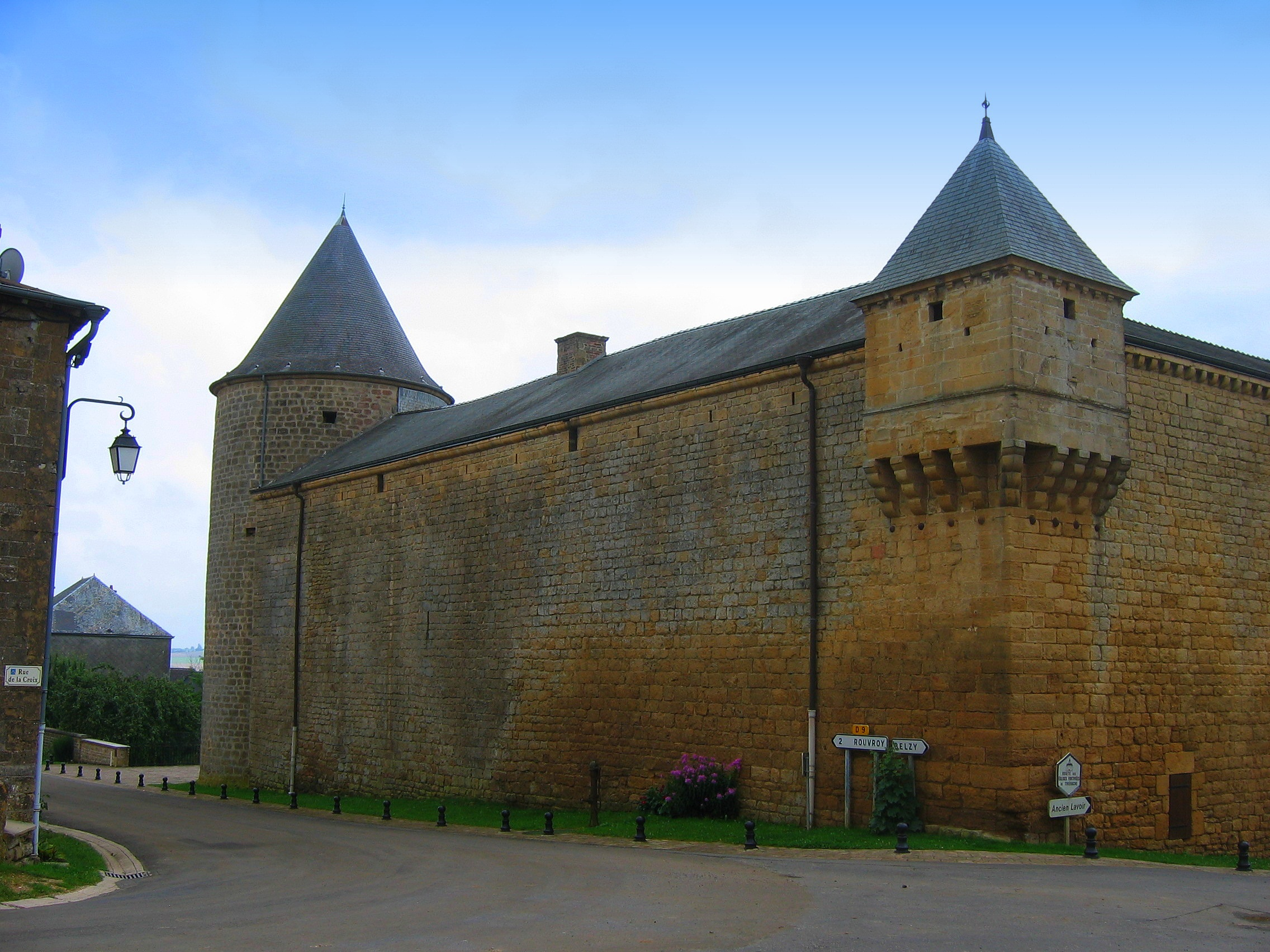
L'aile nord, entre la tour nord-est et l'échauguette au nord-ouest Côté gauche, la rue vers la terrasse de la mairie ; côté droit, la route vers l'ancien lavoir.
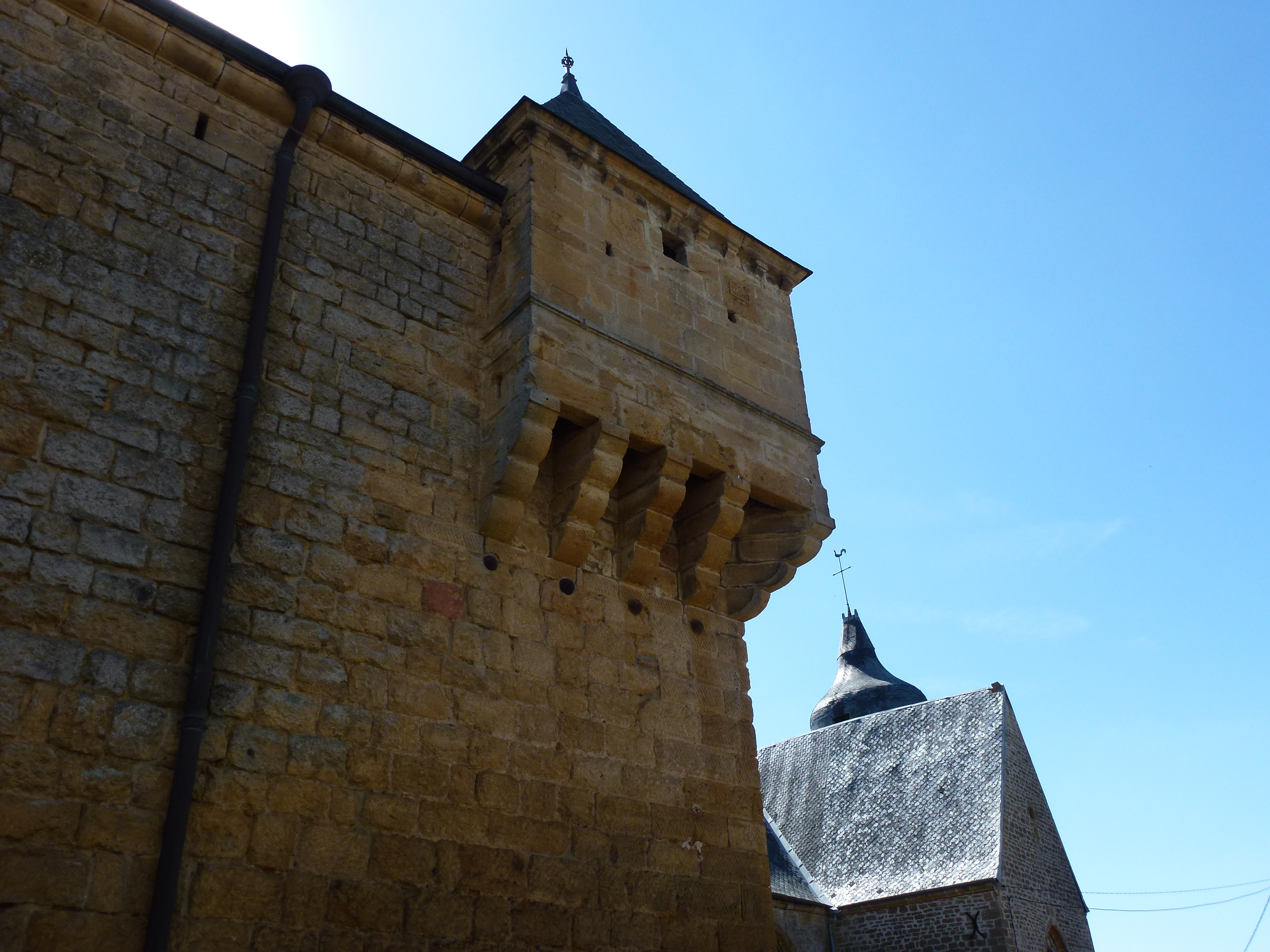
Détail de l'échauguette vue au pied de l'aile nord.
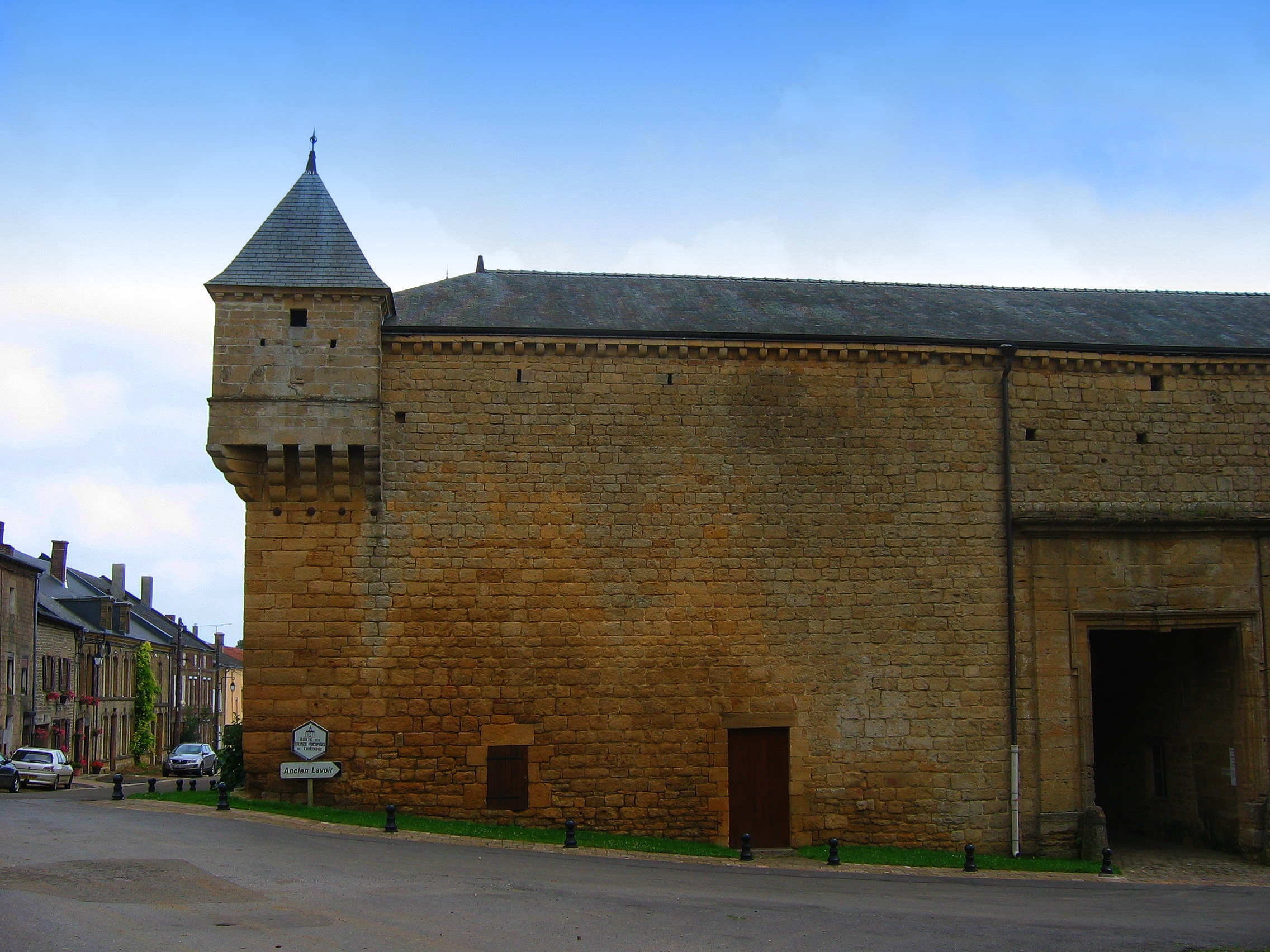
L'aile ouest, entre l'échauguette, avec son passage charretier, depuis la route descendant à l'ancien lavoir.
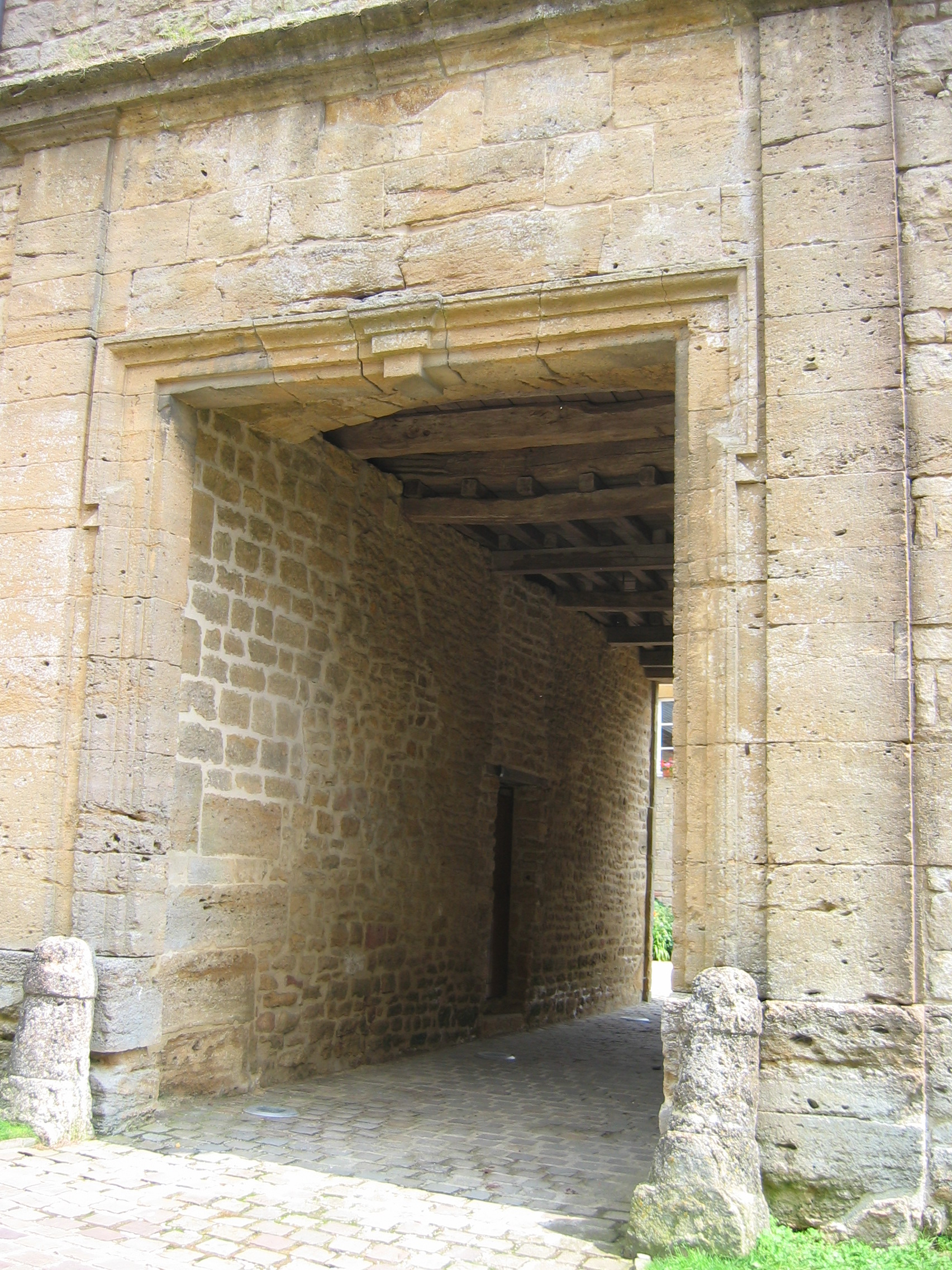
Le portail du passage charretier devant l'aile ouest.

### Sources bibliographiques
- Philippe Seydoux, Gentilhommières et Maisons fortes en Champagne : Marne et Ardennes, t. 1, Paris, Éditions de La Morande, 1997, 320 p. (ISBN 2-902091-30-3), p. 130.